# Anchor Bible Dictionary

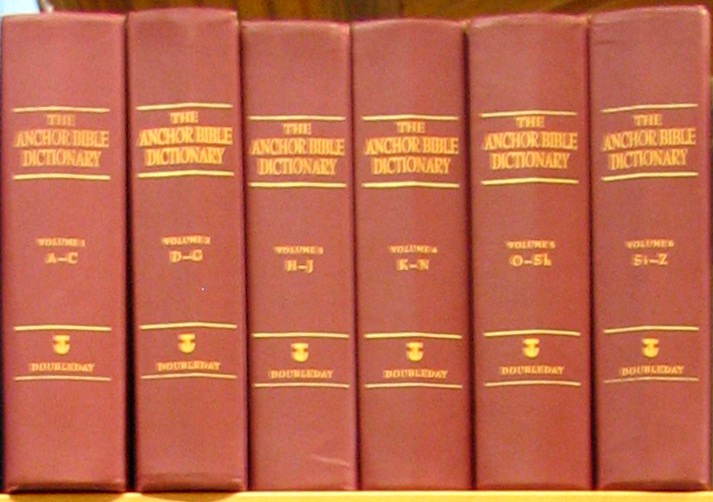
Die sechs Bände des ABD

Das Anchor Bible Dictionary (ABD) bzw. The Anchor Bible Dictionary ist ein von David Noel Freedman herausgegebenes englischsprachiges theologisch-exegetisches Lexikon zur Bibel aus dem Anchor Yale Bible project.

## Bedeutung
Das Anchor Bible Dictionary war das umfangreichste wissenschaftliche Bibellexikon bis zum Beginn des 21. Jahrhunderts.
Es besteht aus sechs Bänden mit jeweils mehr als 1.000 Seiten und enthält insgesamt mehr als 6.000 Artikel von 800 internationalen Fachwissenschaftlern aus den Bibelwissenschaften und angrenzenden Forschungsdisziplinen. Walter Harrelson bezeichnete es als eine Enzyklopädie, die weit über ein Wörterbuch hinausgehe. 
Das ABD ist 1992 zunächst im Verlag Doubleday (New York / London) erschienen und 2008 unter dem Titel Anchor Yale Bible Dictionary unverändert in der Yale University Press (New Haven / London) nachgedruckt worden. Es ist auch in einer CD-ROM-Version und in einer Download-Version erhältlich. Zum Anchor Yale Bible project gehört außerdem die Kommentarreihe The Anchor Bible und die Monographienreihe The Anchor Yale Bible Reference Library. 
Gegenwärtig entstehen mit der Encyclopedia of the Bible and Its Reception (EBR, englischsprachig) und dem Wissenschaftlichen Bibellexikon im Internet (WiBiLex, deutschsprachig) zwei noch umfangreichere wissenschaftliche Nachschlagewerke zur Bibel. Im Vergleich zu diesen bleibt das Anchor Bible Dictionary aber nicht nur von forschungsgeschichtlicher Bedeutung. Insbesondere zu Orten ist es oft sogar ausführlicher als die EBR, und es enthält immer noch deutlich mehr Artikel als das WiBiLex und ist stärker international ausgerichtet.

## Herausgeber

### Hauptherausgeber
- David Noel Freedman (Editor-in-Chief)
- Gary A. Herion (Associate Editor)
- David F. Graf (Associate Editor)
- John David Pleins (Associate Editor)
- Astrid B. Beck (Managing Editor)

### Fachberater
- Hans Dieter Betz, University of Chicago: Griechische und römische Religion
- James H. Charlesworth, University of Chicago: Apokryphen und Pseudepigraphen
- Frank Moore Cross, Harvard University: Altes Testament
- William G. Dever, University of Arizona: Archäologie
- A. Kirk Grayson, University of Toronto: Mesopotamien und Assyriologie
- Peter Machinist,  Harvard University: Bibel und Alter Orient
- Abraham J. Malherbe, Yale University: Neues Testament
- Birger A. Pearson, University of California, Santa Barbara: Frühes Christentum
- Jack M. Sasson, University of North Carolina: Bibel und Alter Orient
- William R. Schoedel, University of Illinois at Urbana-Champaign: Frühchristliche Literatur

## Bände
- Band 1, Buchstaben A–C, LXXXVIII und 1232 Seiten, ISBN 0-385-19351-3 (1992) bzw. ISBN 978-0-300-14001-9 (2008)
- Band 2, Buchstaben D–G, XXXV und 1100 Seiten, ISBN 0-385-19360-2 (1992) bzw. ISBN 978-0-300-14002-6 (2008)
- Band 3, Buchstaben H–J, XXXII und 1135 Seiten, ISBN 0-385-19361-0 (1992) bzw. ISBN 978-0-300-14003-3 (2008)
- Band 4, Buchstaben K–N, XXXV und 1162 Seiten, ISBN 0-385-19362-9 (1992) bzw. ISBN 978-0-300-14004-0 (2008)
- Band 5, Buchstaben O–Sh, XXXIV und 1230 Seiten, ISBN 0-385-19363-7 (1992) bzw. ISBN 978-0-300-14005-7 (2008)
- Band 6, Buchstaben Si–Z, XXXV und 1176 Seiten, ISBN 0-385-26190-X (1992) bzw. ISBN 978-0-300-14006-4 (2008)